# The Pirate Bay
The Pirate Bay (česky: Pirátská zátoka) je švédská webová stránka, která indexuje digitální obsah zábavních médií a softwaru. Jde o největší světovou databázi torrentových souborů a 93. nejpopulárnější webovou stránku dle serveru Alexa.com[kdy?]. Stránky jsou primárně financovány z reklamy, která se zobrazuje při vyhledávání. Prvně spuštěn byl server v listopadu 2003 Anti-copyrightovou společností Piratbyrån, avšak v posledních pěti letech[kdy?] byl provozován jednotlivci.
Provoz stránky je financován převážně díky reklamám, které se na stránce nacházejí. Ovšem stránka také nabízí možnost přispět stránce díky kryptoměnám Bitcoin, Bitcoin cash, Litecoin a Monero (tu v jednu dobu díky JavaScriptové knihovně CoinHive těžilo na počítačích návštěvníků).

## Spory se zákonem
Protože server nepřímo nabízí nelegální software, stal se za celou dobu své existence terčem různých soudních sporů a také trnem v oku velkým mediálním společnostem, jako např. Warner Bros, Sony Music Entertainment, EMI a dalších. Z tohoto důvodu se provozovatelé serveru rozhodli v roce 2007 koupit ostrov v mezinárodních vodách, kde neplatí autorský zákon.
Kvůli věčným sporům se zákonem se server musel několikrát stěhovat a dokonce byl i na nějakou dobu od roku 2006 pozastaven.

### Sealand
Roku 2007 si organizátoři vytipovali za ideální místo pro další existenci serveru The Pirate Bay bývalou britskou námořní plošinu.
Pomocí sbírky se snažili získat peníze na plošinu, kterou si majitelé cenili na 750 milionů €. Ale majitel odmítl prodat plošinu z důvodu umístění serverů s částečně "nelegálním" obsahem.

### Zatčení zakladatelů Pirate Bay
V dubnu 2009 byla čtveřice zakládajících členů serveru odsouzena k jednoletému trestu vězení za šíření nelegální hudby a filmů. Provozovatelé serveru navíc musí mediálním společnostem, které údajně poškodili, vyplatit cca 30 milionů švédských korun.
Zajímavostí je, že server provozovatelů The Pirate Bay byl roku 2008 zabaven policií a v dubnu 2009 koupen Švédským národním muzeem za 2 000 švédských korun (cca 5 000 Kč). Muzeum server vystavilo v sekci vynálezů, které ovlivnily život lidí.

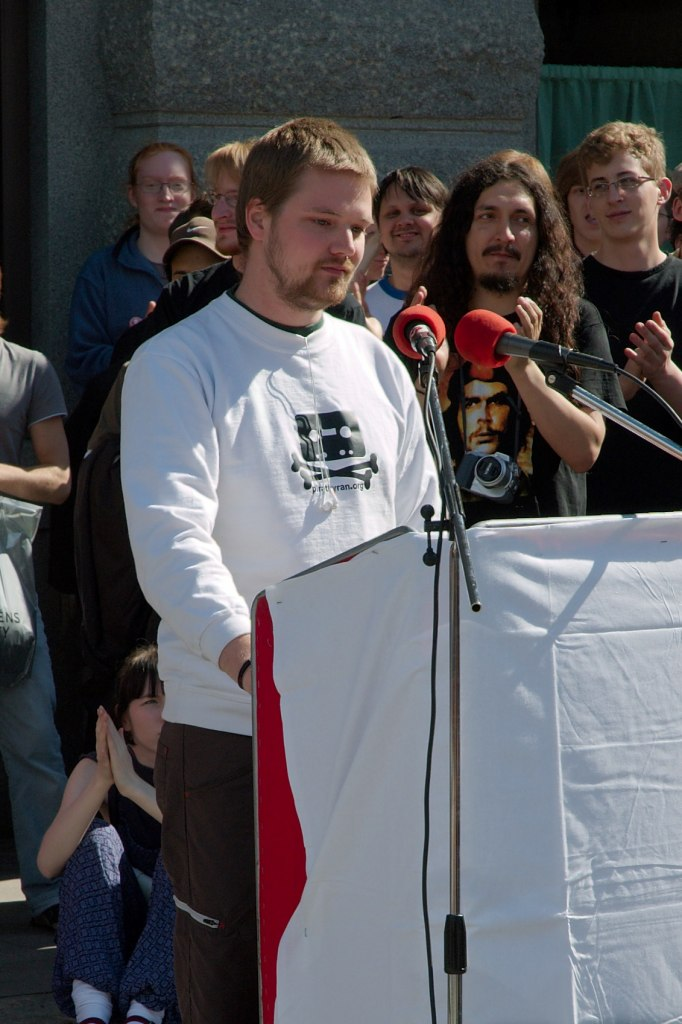
Fredrik Neij - zakladatel serveru Pirate Bay

## V Kultuře
TPB AFK - Dokument o zakladatelích The Piratebay - dostupné na youtube